# Пи-и-Маргаль, Франсиско
Франсиско Пи-и-Маргаль (кат. Francesc Pi i Margall, исп. Francisco Pi y Margall, 20 апреля 1824, Барселона— 29 ноября 1901, Мадрид) — испанский политический деятель, философ, юрист, историк и писатель, глава исполнительной власти и правительства во времена Первой испанской республики. Его сыновья Франсиско Пи-и-Арсуага и Хоакин Пи-и-Арсуага так же стали выдающимися политическими деятелями.
В политике был сторонником федеративного устройства и республики, находился под влиянием Прудона и был близок к демократическому и либертарному социализму. Будучи противником испанской монархии был за это подвергнут цензуре, сидел в тюрьме и затем оказался в изгнании. После Славной революции был депутатом Генеральных кортесов, в которых возглавлял фракцию Федеративной партии и министром внутренних дел при Эстанислао Фигерасе. После отставки Фигераса, Кортесы избрали Пи-и-Маргаля Президентом, пост на котором ему пришлось отстаивать проект федеральной конституции 1873 года в условиях Третьей карлистской войны и Кантональной революции. После восстания кантона Картахены подал в отставку, ввиду невозможности дальнейшего выполнения своих обязанностей.
Его интеллектуальная деятельность была посвящена в основном вопросам истории, философии и искусства. Пи-и-Маргаль считается одним из наиболее представительных и продвинутых мыслителей второй половины XIX века. Автор большого количества трудов; также выполнял обязанности редактора и директора в разных газетах. Находился в контакте с крупнейшими интеллектуалами своего времени и пользовался высокой репутацией как в Испании, так и за её границами. Благодаря своей незапятнанной биографии, порядочности и преданности политическим идеалам, стал одной из ключевых фигур испанской демократической традиции.

## Первые годы

### Детство и образование
Франсиско Пи-и-Маргаль родился 19 апреля 1824 года в Барселоне, в семье наёмного ткача. Рано проявил выдающиеся способности и жажду знаний. В те времена один из немногих шансов получить образование детям простолюдинов давала семинария, в которую он поступил в семь лет для изучения богословия и латыни. В те же годы родился его брат — гравер и рисовальщик Хоакин Пи-и-Маргаль. После семинарии, в семнадцать лет, Франсиско поступил в Университет Барселоны, где окончил философский факультет и поступил на юридический. Своё обучение молодой Пи-и-Маргаль оплачивал сам, зарабатывая частными уроками.
С раннего возраста испытывал тягу к литературе. Это влечение возросло в контакте с группой каталанских писателей-романтиков, в частности, Мануэлем Милой-и-Фонтаналсом и Пабло Пиферрером.
В 1842 году он опубликовал Cataluña («Каталония»), первый и единственный увидевший свет том издания España pintoresca («Живописная Испания»), амбициозного иллюстрированного труда, в который предполагалось включить все регионы Испании. Это происходило то время, когда Барселона восстала против политики регента Эспартеро, за чем последовал её артиллерийский обстрел из Монжуикской крепости.

### Литератор в Мадриде
Позже, в 1847 году, Пи-и-Маргаль переехал в Мадрид и в 24-летнем возрасте получил докторскую степень в области права. Деньги на обучение он зарабатывал, давая частные уроки, публикуя статьи и театральные рецензии в газете El Correo, а также работая специалистом по рекламе в каталонском банке. Вскоре он оставил работу в газете, которая закрылась после выхода в свет его полемических статей о католицизме, истории и политической экономии во время правления Рамона Нарваэса.
Уже в 1849 году Пи-и-Маргаль определил свою будущую политическую позицию, подвергнув критике партийную систему Испании, сложившуюся при Изабелле II. По его мнению, все три системные партии — Либеральный союз, Модерадос и Прогрессивная партия —, предотвращали учреждение настоящей демократии в Испании.

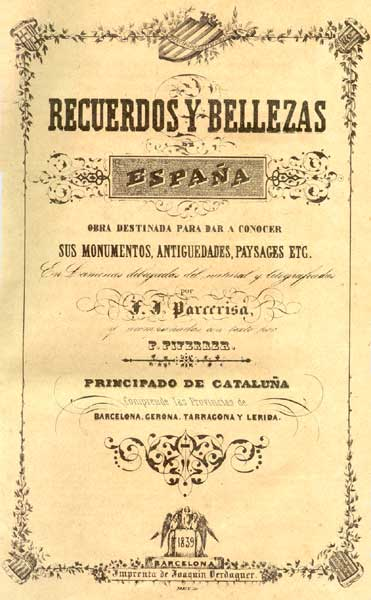
Обложка амбициозного художественно-литературного проекта, состоящего из 11 томов, Recuerdos y Bellezas de España («Память и краса Испании»), 1839 г.

После смерти его друга Пабло Пиферрера, Пи-и-Маргаль занялся работой над Recuerdos y bellezas de España («Память и краса Испании»), трудом, который по задумке должен был включить литографии пейзажей со всей Испании. Закончив том, посвящённый Каталонии, он взялся за Андалусию, для чего неоднократно посещал эту область. В 1851 году Пи-и-Маргаль взялся писать Historia de la pintura («История живописи»), работу над которой ему пришлось прекратить из-за обвинений в антихристианстве. Католическая церковь подвергла правительство Браво Мурильо такому давлению, что ему пришлось распорядиться об изъятии трудов. Как Пи-и-Маргаль, так и его издатель, избежали суда только потому что жалоба на них не поспела в установленный законом срок. Франсиско также пришлось отказаться от работы над Recuerdos y Bellezas de España и публикации всех собранных материалов. С этого момента он публиковался в прессе под псевдонимом. Вскоре Пи-и-Маргаль представил Estudios sobre la Edad Media («Исследование Средневековья»). Эта работа также была запрещена церковью и не увидела свет до 1873 года.

### Семья
В 1854 году, после Викальварады, Пи-и-Маргаль спрятался от полицейского преследования в Вергаре (Гипускоа), которая в то время ещё сохраняла некоторые из своих древних территориальных привилегий. Там он посвятил себя изучению Страны Басков. Результаты были опубликованы в барселонском журнале El Museo Universal под названием Historias y costumbres del pueblo vasco («Истории и обычаи баскского народа»). В Вергаре он познакомился с Петрой Арсуагой Гойкоэчеа, на которой женился 22 июня 1854 года вскоре после помолвки. Из детей супругов выжили только трое: сыновья Франсиско (ставший депутатом Кортесов после смерти отца) и Хоакин (закончил и опубликовал некоторые из трудов Пи-и-Маргаля), а также дочь Долорес.

### Политический деятель
В 1848 году Пи-и-Маргаль вступил в Демократическую партию, а в 1854 оставил литературную работу для того, чтобы заняться политикой. Через несколько лет он стал заметным деятелем в партии и среди других политиков левого крыла.
Принял непосредственное участие в Революции 1854 года. Опубликовал радикальную прокламацию, которая была отвергнута революционной хунтой, и брошюру El eco de la revolución (в переводе с исп. — «Эхо революции»), в которой требовал полного вооружения народа и проведения всеобщих выборов в Учредительное собрание, которое, среди прочего, должно было ввести свободу печати, совести, образования, собрания и объединения. Власти сочли его требования слишком продвинутыми для того времени и ему пришлось провести некоторое время в тюрьме. В том же году Пи-и-Маргаль изложил свою политическую доктрину в книге La reacción y la revolución (в переводе с исп. — «Реакция и революция»), в которой подверг критике монархию, всеобъемлющее право собственности и христианизм и предлагал решение в виде народной демократической революции. В ней чётко описаны радикально-демократические позиции, опережающие либерализм и служащие отправной точкой для дальнейших небуржуазных социалистических позиций. В этом труде уже намечается федеративная доктрина, которую Пи-и-Маргаль позже будет отстаивать, находясь на президентском посту. Основная идея, которую он развивает в данном случае заключается в понятии свободы и индивидуального суверенитета, который он ставит выше народного суверенитета, что сделало его важной фигурой для анархистского мышления.
В 1854 году, во время Прогрессистского двухлетия, Пи-и-Маргаль выдвигался в парламент от Барселоны, но не был избран. Во втором туре его всего на несколько голосов обошёл генерал Жоан Прим, один из лидеров Прогрессистской партии. Разногласия с прогрессистами и с каждым разом всё более широким кругом членов его собственной партии стали заметнее. По мере того, как росла политическая активность и популярность Пи-и-Маргаля, его всё активнее обвиняли в неуступчивости и доктринаризме, что ограничило его политическое влияние. Оригинальность его мышления становилась всё очевиднее, ввиду его критического отношения к централизму и социальной обстановке в стране.
В 1856 году он основал журнал La Razón («Разум»), но политики-модерадос заставили закрыть его, после чего Пи-и-Маргаль переселился в Вергару. Оттуда он вернулся в 1857 году, чтобы начать работу в газете La discusión (в переводе с исп. — «Дискуссия»), директором которой он стал в 1864 году. Под его руководством были опубликованы такие важные статьи как «Рабочие классы», «Социализм», «Демократия и труд». Пи-и-Маргаль вошёл в контакт с рабочими организациями, давал конференции, редактировал документы и взялся за преподавание политики и экономики в помещении своей адвокатской конторы на улице Десенганьо, которую открыл в 1859 году. Молодёжь, принадлежавшая ко всем классам общества, рабочие, интеллектуалы, собравшиеся послушать его, заполняли лестницы и коридоры здания. На этих лекциях и конференциях, вплоть до их запрета, начинали формироваться основы республиканизма.
К этому периоду относятся его дискуссии с умеренным республиканцем Эмилио Кастеларом об индивидуалистическом или социалистическом понимании демократии (сам Пи-и-Маргаль был сторонником второй версии). Эти дебаты привели к тому, что большинство членов партии, во главе с Хосе Марией Оренсе публично заявили, что социалисты демократами не являются. Пи-и-Маргаль ответил на это так называемой Declaración de los Treinta (в переводе с исп. — «Декларация тридцати»). Члены партии, подписавшие её, заявляли, что демократами являются как те, так и другие. Но в итоге Пи-и-Маргалю пришлось оставить место директора La discusión шесть месяцев спустя после вступления в должность.

## Изгнание
С 1864 года Пи-и-Маргаль стал участвовать в заговорах против монархии. Последующие мятежи, за которыми стоял генерал Жоан Прим, стремящийся вынудить Изабеллу II призвать прогрессистов в правительство, достигли кульминации во время восстания в Сан-Хиле и последовавшим за тем расстрелом практически всех сержантов взбунтовавшихся войск.
Рамон Нарваэс, тогдашний глава правительства, начал повсеместное преследование демократов и прогрессистов, многим из которых пришлось искать убежище во Франции. В ночь на 2 августа полиция вошла в жилище Пи-и-Маргаля, но он, вовремя предупреждённый о готовящемся аресте, сумел сбежать. На протяжении нескольких дней он прятался, а затем смог уехать в Париж. Это обстоятельство помешало ему принять участие в Революции 1868 года.
Пребывание в Париже позволило Пи-и-Маргалю глубже изучить труды Прудона, c Philosophie de la misère («Философия нищеты») которого он уже был знаком. Французский автор значительно повлиял на мышление Пи-и-Маргаля, который даже перевел на испанский его работы Du principe Fédératif («О федеративном принципе») и Philosophie du progrès («Философия развития»), укрепляясь таким образом в своём собственном федерализме и косвенно способствуя зарождению испанского анархизма.
Занимаясь адвокатской практикой, Пи-и-Маргаль установил контакты с позитивистскими ячейками последователей Огюста Конта. В результате он умерил своё изначальное гегельянство и придал форму своей революционной идеологии, основанной на устранении власти и её замене свободным договором, учреждающим федерацию.
В сентябре 1868 года адмирал Топете поднял восстание на кораблях эскадры в Кадисе; к нему из Гибралтара присоединился генерал Жоан Прим, а также генералы, ранее сосланные на Канары. Гарнизоны, один за другим, присоединялись к повстанцам, а Прим брал на фрегате «Сарагоса» основные средиземноморские города. Премьер Луис Гонсалес Браво подал в отставку и Изабелла II назначила председателем правительства генерала Хосе Гутьерреса де ла Кончу. Армия роялистов, под командованием генерала Павии была разбита в битве у моста Альколеи силами генерала Серрано. 30 сентября Изабелла II покинула со своим двором Сан-Себастьян и пересекла границу Франции. Тем не менее Пи-и-Маргаль не сразу вернулся в Испанию и добровольно продлил своё пребывание в Париже. Он не доверял генералам и считал, что новый режим не предпримет основные реформы, необходимые стране.

## Демократическая революция

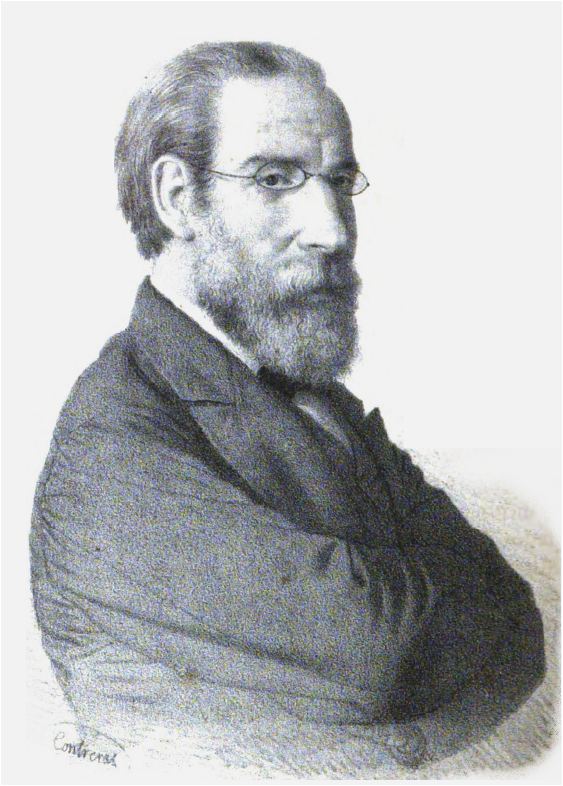
Пи-и-Маргаль в 1869 году

### Депутат
После торжества Славной революции Пи-и-Маргаль всё же решил вернуться из своего парижского изгнания. Временное правительство провозгласило основные свободы и назначило на 18 декабря 1868 года первые в истории Испании всеобщие местные выборы. В январе должны были состоятся выборы в Кортесы.
Демократическая партия раскололась на сторонников демократической монархии и сторонников федеративной республики. Пи-и-Маргаль не принял непосредственное участие в предвыборной кампании, но оказался среди 85 республиканцев, избранных депутатами. После раскола республиканское меньшинство создало Федеративную демократическую республиканскую партию, в которой Пи-и-Маргаль с самого начала занял видные позиции.
Пи-и-Маргаль отказал в какой бы то ни было поддержке монархистам и последовательно выступил против демократическо-монархической Конституции 1869 года, которая была принята 214 голосами «за» и 55 «против». Пока власти искали нового короля для Испании, республиканцы предприняли активную работу с населением в поисках народной поддержки и с целью популяризации федеративно-республиканского проекта для страны. Постепенно Пи-и-Маргаль стал главным политическим и интеллектуальным представителем испанского республиканизма.
Когда республиканцы стали представлять помеху для генерала Прима, занятого поисками нового короля, он решил предложить Кастелару и Пи-и-Маргалю министерства экономики и развития. Попытка привлечь на свою республиканское движение не удалась. Пи-и-Маргаль в то время уже пользовался огромной популярностью в своей партии. В 1870 году он возглавил её в сложном контексте высокой раздробленности и внутренних разногласий между наиболее непримиримо настроенным крылом и сторонниками сотрудничества с новыми властями.
Тем не менее программа самого Пи-и-Маргаля была четко описана и состояла из следующих пунктов:
- Федеративная республика как форма правления. Отказ от какого-либо типа монархии или унитарной республики.
- Программа социальных реформ, основанных на демократическом социалистическом реформизме.
- Соблюдение законности, отказ от восстания (пункт, который настроил против него кантоналистов).
- Организация единой республиканской партии во всей Испании, с одной единой программой и дисциплиной в политработе.

После того, как Пи-и-Маргаль отказался поддержать избрание на испанский престол Амадея Савойского, партия вошла в полосу нестабильности, так как её последователям пришлось искать центральную политическую позицию, которая по определению была чужда Федеративной демократической республиканской партии.

### Министр внутренних дел
11 февраля 1873 года, после того, как стало известно об отречении Амадея Савойского от испанского престола, парламент объявил о провозглашении в Испании республики.
Первое правительство Республики возглавил Эстанислао Фигерас. Фигерас назначил Пи-и-Маргаля на пост министра внутренних дел, на котором он смог пресечь попытку переворота и организовать исключительно чистые выборы, которые Президент назначил вследствие политического конфликта в стране, приведшего к параличу парламента. Несмотря на огромное количество конфликтов, которые раздирали Испанию, Пи-и-Маргаль не забыл о социальных потребностях населения. В выступлении перед Кортесами 13 июня 1873 года министр представил программу реформ, которые включали защиту женского и детского труда, создание смешанных судов и продажу государственного имущества в пользу трудящихся классов. Эти меры были подвергнуты резкой критике со стороны бакунистов I Интернационала, но заслужили похвалу Фридриха Энгельса.
Первое республиканское правительство, очень слабое, продержалось всего лишь с 12 февраля до 11 июня. Президент Эстанислао Фигерас не смог найти решение многочисленных проблем Испании, подал в отставку и уехал во Францию.

## Президент Республики

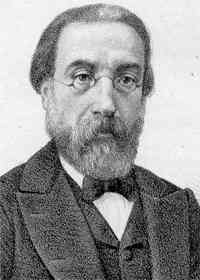
Пи-и-Маргаль

После отставки Фигераса, Учредительное собрание выбрало Пи-и-Маргаля новым главой исполнительной власти (одновременно был главой государства и правительства).
Под его руководством была разработана новая Конституция, который так и не вступила в силу. Тем не менее новый Президент привёл в исполнение широкий спектр реформ, таких как распределение земель среди поселенцев и арендаторов, восстановление использования вооружённых сил для поддержания дисциплины, разделение церкви и государства, отмена рабства в колониях, введение обязательного и бесплатного образования, ограничение детского труда, расширение права на объединение в пользу рабочих ассоциаций и сокращение продолжительности рабочего дня.
В отличие от своих прежних постулатов (внедрение реформ и продвижение федеративной конституции снизу вверх), Пи-и-Маргаль попытался теперь осуществить свои планы сверху вниз: «В тот момент федерацию было невозможно построить снизу вверх: только Кортесы могли принять её. (…) Процедура, нечего скрывать, была противоположенной той, о которой мы мечтали, но результат тот же.» В отличие от федерации кантонов, Пи-и-Маргаль защищал провозглашение федеративной республики в обеих палатах учредительного собрания.

### Отставка

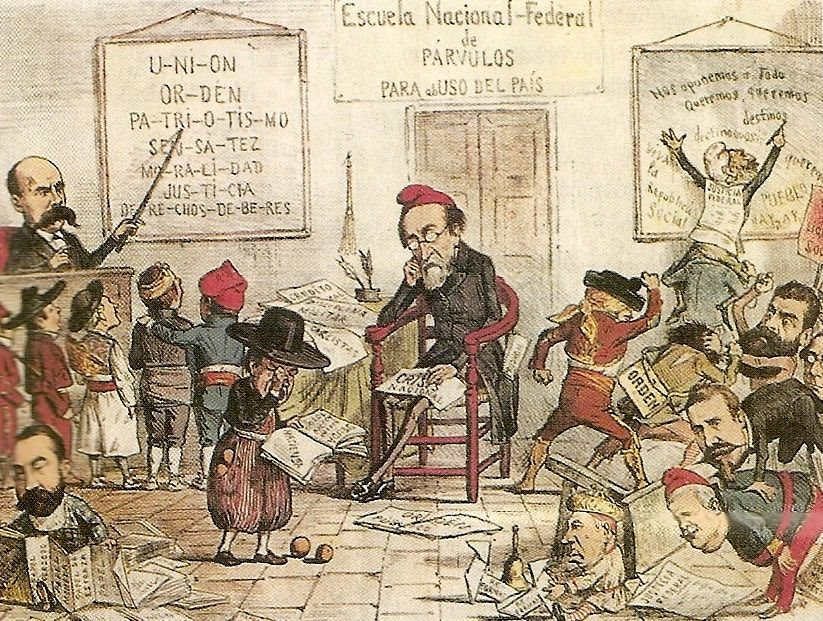
Карикатура на федералистов, изображённых в виде детей в региональных костюмах, осаждающих Пи-и-Маргаля

Несмотря на все объявленные реформы и проект конституции, Пи-и-Маргаль не смог справиться с положением в стране. Некоторые области, сочтя, что законное внедрение федерализма продвигается слишком медленно, провозгласили свою независимость, определили собственный политический строй, организовали свою полицию, начали выпуск денег, стали проводить новые границы, принимать свои законы и т. д. Так появился кантонализм (в основном в Леванте и Андалусии), поставивший Республику в довольно затруднительное положение. Политика правительства стала объектом критики справа (указывалось на интеллектуальное родство кантоналистов и сторонников Пи-и-Маргаля), со стороны республиканцев-унитаристов, а также со стороны некоторых левых, считающих Президента мягкотелым законопослушником, не сумевшим указом провозгласить федеративную республику, не дожидаясь одобрения учредительного собрания.
В этом контексте войны за независимость на Кубе, карлистской войны и попыток оппозиционеров представить Пи-и-Маргаля как лидера кантонального движения, 18 июля 1873 года он подал в отставку после долгих и безрезультатных переговоров, цель которых для него заключалась в избежании применения силы против восставших кантоналистов со стороны правительства.

Положение в Испании на 1873-1874 год. Красным цветом отмечена территория Карлистской войны. Желтым — Кантональная революция.

Позже, в статье La República de 1873 («Республика 1873 года»), Пи-и-Маргаль подвергнул своё правление ретроспективной самокритике и признал, что напрасно, против своих собственных убеждений, старался придерживаться законности, ибо именно это не позволило устоять Республике. Асорин сказал о нём: «В 1873 году, будучи министром внутренних дел, он мог провозгласить федеральную республику, опираясь на восстания Севильи, Барселоны и Картахены. Но этот человек, проповедовавший федерализм с 1854 года, ничего не предпринял!» Под давлением оппозиционных унитаристов и непреклонных федералистов, которые подняли на восстание кантоны, Пи-и-Маргаль подал в отставку после того, как стало известно о прокламации кантона Картахены.

### Конец Республики
После отставки Пи-и-Маргаля учредительное собрание назначило Президентом центриста-унитариста Николаса Сальмерона и оставило во главе основных ведомств тех же министров, которые были в предыдущем правительстве. В этот период сказалась хорошая работа, проведённая Пи-и-Маргалем на посту руководителя Министерства внутренних дел. Благодаря введённому им режиму жёсткой экономии, Республика располагала теперь немалыми средствами, но как Николас Сальмерон, так и его преемник Эмилио Кастелар, отложили на неопределённый срок проект республиканско-федеративный конституции.
Сальмерон подал в отставку 5 сентября, отказавшись подписать 8 смертных приговоров по соображениям совести. На новом голосовании Эмилио Кастелар опередил Пи-и-Маргаля, который вновь выставил свою кандидатуру. Кастелар добился от парламента особых полномочий до 2 января 1874 года для срочного решения проблем страны, что позволило ему приостановить конституционные гарантии и распустить Кортесы до января. Тем не менее эти чрезвычайные меры, как и действия президентов, пришедших на смену Кастелару, не смогли спасти Первую республику.
Помимо внутрипартийных конфликтов, можно сказать, что правительствам Республики пришлось вести борьбу сразу на трех фронтах: с карлистами, со сторонниками кубинской независимости и с кантоналистами.

## Восстановление монархии

### Государственный переворот

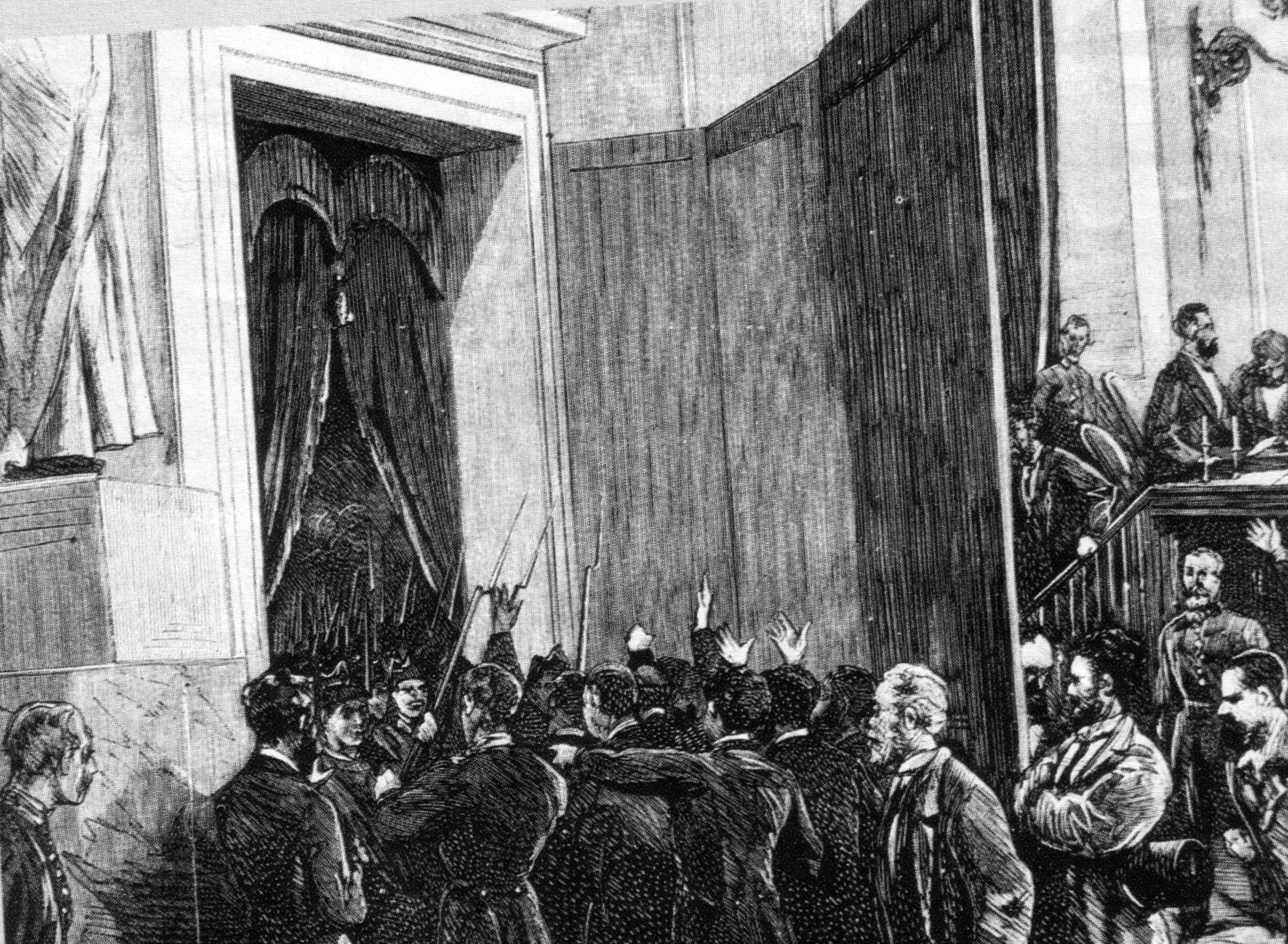
Вступление войск генерала Павии в Конгресс депутатов 3 января 1874 года. Гравюра, опубликованная в журнале La Ilustración Española y Americana (Испанская и американская иллюстрация)

Оставив президентский пост, Пи-и-Маргаль попытался вновь объединить левоцентристов, но государственный переворот генерала Павии расстроил его планы.
В ночь на 3 января 1874 года Кортесы выбирали преемника Кастелара. В этот момент произошёл государственный переворот генерала Павии, который вначале предложил возглавить правительство только что ушедшему в отставку Кастелару, но тот без колебаний отказался. Временное правительство было сформировано генералом Серрано, консервативным республиканцем в ожидании восстановления монархии в лице Альфонсо XII из династии Бурбонов.
После этих событий Пи-и-Маргалю пришлось оставить политическую деятельность и вернуться к адвокатскому делу. Также он посвятил себя работе над книгой La República de 1873 («Республика 1873 года»), в которой описывалась республиканская идеология и основные идеи короткого, но содержательного периода, который он провёл у штурвала Республики. Эта книга была запрещена властями. В мае 1874 года на Пи-и-Маргаля было совершено покушение у него дома, из которого он вышел целым и невредимым. Имеется недостаточно сведений о преследованиях, которые последовали за восстановлением монархии. Известно, что Пи-и-Маргаль был арестован и провел какое-то время в андалусской тюрьме.

### Реставрация Бурбонов
После восстановления монархии, Пи-и-Маргаль возобновил свою журналистскую деятельность, оставаясь при этом верным своим федеративным, республиканским и демократическим убеждениям. В 1876 году он дописал «Литературные сокровища» (исп. Joyas literarias) и первый том «Общей истории Америки» (исп. Historia general de América). В 1877 году он опубликовал «Национальности» (исп. Las nacionalidades) — работу, в которой кратко изложил своё политическое мышление и эмпирически развил понятие договора между народами как основу федеративного принципа. После реорганизации Федеративной партии в 1880 году Пи-и-Маргаль вновь возглавил её был бессменным главой вплоть до своей смерти. В целях политической пропаганды, он написал проект федеративной конституции в 1883 году и «Программу Федеративной партии» (исп. Programa del Partido Federal) в 1894. Несмотря на то, что Пи-и-Маргаль продолжал пользоваться широким признанием и уважением, его партия не смогла восстановить число своих приверженцев.
В 1881 году произошёл разрыв с каталонизмом и каталанским республиканцем Валенти Альмиралем. В 1890 году Пи-и-Маргаль создал еженедельник «Новый режим» (исп. El nuevo régimen), в котором в дальнейшем и вёл свою политическую, журналистскую и литературную деятельность. Франсиско описывал своё политическое направление как «неортодоксальный республиканизм» и представил его в Кортесах в Мадриде, избираясь в качестве депутата от Фигераса в 1881, 1886, 1891 (год введения всеобщего избирательного права для мужчин), 1893 и 1901 годах (год смерти Пи-и-Маргаля). В этом же году он председательствовал на Цветочных играх в Барселоне.
Последний этап его жизни ознаменован кампанией, которую Пи-и-Маргаль развернул в Кортесах и в El nuevo régimen за независимость Кубы и против войны с Соединёнными Штатами, которых он представлял себе образцом республиканской и федеративной демократии.

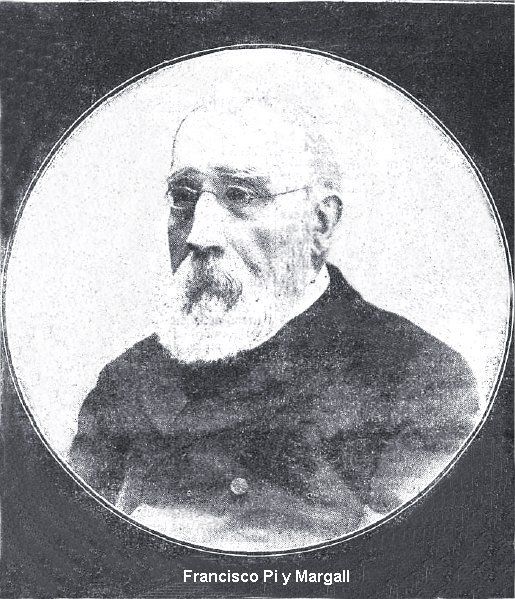
Пи-и-Маргаль в 1900 году

Активная политическая жизнь одного из крупнейших деятелей Испании XIX века оборвалась в возрасте 77 лет, когда он скончался у себя дома в Мадриде в шесть часов пополудни 29 ноября 1901 года.

## Историческое значение
В конце XIX века стало ясно, что либерализм (как умеренный, так и прогрессивный), не преуспел в построении современного государства. Испанская буржуазия была слишком слаба по сравнению с мощными силами Старого порядка. С другой стороны, рабочее движение приобрело значительный размах, поставив под угрозу развитие капитализма. В эту эпоху войн, мятежей и народных восстаний появилось новое поколение интеллектуалов, которое задалось целью уничтожить старые идеологические понятия, на которые опиралось отжившее свой век и погрязшее в кризисах государство. Они отвечали таким образом на самодержавие, католицизм, централизм и олигархическую власть. Причем в их трудах эти вопросы затрагивались не с отвлеченной, юридической точки зрения, а в живом, дискуссионном ключе. Эхо их выступлений и их деятельности докатилось до начала Второй республики.
Из всех мыслителей этого поколения наиболее глубокое и продолжительное влияние оказал на будущие поколения Франсиско Пи-и-Маргаль. Выдающийся историк, журналист, художественный критик, философ, юрист и экономист, его работа вписывается в испанскую традицию Франсиско Суареса и «просвещённых» XVIII века, французских энциклопедистов, политического романтизма и утопического социализма Пьера Жозефа Прудона. Глубокий знаток истории и литературы иберийских народов, все его труды пропитаны чутким восприятием их коллективной психологии, социальной и политической действительности.
Пи-и-Маргаль никогда не отказывался от своей федеративной республиканской идеологии, какие бы препятствия не вставали перед ним. После катастрофы 1898 года, посреди развязавшегося шовинизма, он продолжал уверенно отстаивать свободное самоопределение народов, призывал к отказу от колониальных авантюр и перерождению гражданского общества посредством образования, культуры и труда. В его доктрине наблюдается влияние Гегеля, Руссои Прудона(его договорной федерализм был сформулирован раньше прудонистского). Мышление Пи-и-Маргаля стало одним из самых революционных в Испании XIX века и в среде анархистов было превзойдено лишь бакунистами. Находилось оно на полпути между демократами и социалистами того времени. Его антикапиталистическая и народная направленность привлекла к нему симпатии основных руководителей рабочего движения в период, предшествующий расширению Первого интернационала. Сам Пи-и-Маргаль вошел в непосредственный контакт с рабочим движением во время Прогрессистского двухлетия.
При жизни влияние Пи-и-Маргаля распространилось на мелкую республиканскую буржуазию и секторы рабочего движения, но после его смерти, в первой трети XX века, его фигура приобрела значение для всех левых республиканцев. Его порядочность в политике и на интеллектуальном поприще не подлежала сомнениям и заслужила признания даже со стороны врагов. Об искренности и прогрессивности его убеждений свидетельствуют такие разные авторы, как Фридрих Энгельс, Сабино Арана и Федерика Мунцень.
Благодаря сложности и слаженности мышления Пи-и-Маргаля, разные политические течения объявляют себя его идейными преемниками: федералисты, анархисты и левые каталанисты выборочно пользуются теми аспектами его доктрины, которые соответствуют их собственным принципам.

## Произведения
- 1841 — «Живописная Испания» (исп. La España Pintoresca)
- 1851 — «История живописи» (исп. Historia de la Pintura)
- 1854 — «Эхо революции» (исп. El eco de la revolución)
- 1855 — «Реакция и революция» (исп. La reacción y la revolución)
- 1864 — «Декларация тридцати» (исп. Declaración de los treinta)
- 1873 — «Исследование Средневековья» (исп. Estudios de la Edad Media), написано в 1851 году
- 1874 — «Республика 1873 года» (исп. La República de 1873)
- 1876 — «Литературные сокровища» (исп. Joyas literarias)
- 1877 — «Национальности» (исп. Las nacionalidades)
- 1878 — «Общая история Америки» (исп. Historia General de América)
- 1880 — «Федерация» (исп. La Federación)
- 1883 — «Федеративная конституция» (исп. Constitución federal)
- 1884 — «Замечания о характере дона Хуана Тенорио» (исп. Observaciones sobre el carácter de Don Juan Tenorio)
- 1884 — «Борьба наших дней» (исп. Las luchas de nuestros días)
- 1894 — «Программа Федеративной партии» (исп. Programa del Partido Federal)
- «Первые диалоги» (исп. Primeros diálogos), без даты.
- «Амадей Савойский» (исп. Amadeo de Saboya), без даты.

Совместно с Франсиско Пи-и-Арсуагой:
- 1902 — «История Испании XIX века. Политические, экономические, общественные и художественные события. Подробное описание происшествий и развёрнутая критика личностей» (исп. Historia de España en el siglo XIX. Sucesos políticos, económicos, sociales y artísticos, acaecidos durante el mismo. Detallada narración de sus acontecimientos y extenso juicio crítico de sus hombres), Барселона: Miguel Seguí, в 8 т.